# Berwick-upon-Tweed
Berwick-upon-Tweed (/ˌbɛrɪk/ ⓘ; tiếng Scots: Sooth Berwick, tiếng Gael Scotland: Bearaig a Deas) là một thị trấn (town) thuộc hạt Northumberland. Đây là thị trấn cực bắc của Anh, nằm bên cửa sông Tweed ở bờ đông, cách biên giới với Scotland 2+1⁄2 dặm (4 km) về phía nam (làng Marshall Meadows 2 dặm (3 km) về phía bắc mới là điểm dân cư cực bắc). Berwick cách Edinburgh 56 dặm (90 km) về phía đông-đông nam, cách Newcastle upon Tyne 65 dặm (105 km) về phía bắc và cách Luân Đôn 345 dặm (555 km) về phía bắc.
Theo điều tra dân số Vương quốc Liên hiệp Anh và Bắc Ireland, 2011, dân số Berwick là 12.043 người. Một hội đồng thị trấn và xã được lập nên năm 2008 quản lý các cộng đồng Berwick, Spittal và Tweedmouth.
Berwick là một điểm dân cư người Angle-Saxon vào thời vương quốc Northumbria, cho đến khi nước này bị sáp nhập vào Anh vào thế kỷ X. Vùng này trong hơn 400 là tâm điểm cho những cuộc chiến biên giới giữa Anh và Scotland, do vậy Berwick phải nhiều lần đổi bên. Lần đổi cuối là khi Richard xứ Gloucester đoạt nó cho Anh năm 1482. Cho đến ngày nay nhiều người Berwick vẫn tin mình có mối gắn kết chặt chẽ với Scotland.